# Mercantile Mutual Cup 2000/01
Der Mercantile Mutual Cup 2000/01 war die 32. Austragung der nationalen List A Cricket-Meisterschaft in Australien. Der Wettbewerb wurde zwischen dem 8. Oktober 2000 und 25. Februar 2001 zwischen sechs australischen First-Class-Vertretungen der Bundesstaaten ausgetragen. Im Finale konnte sich New South Wales mit 6 Wickets gegen Western Australia durchsetzen.

## Format
Die sechs Mannschaften spielten in einer Gruppe jeweils zwei Mal gegen jede andere Mannschaft. Für einen Sieg gab es vier Punkte, für ein Unentschieden oder No Result zwei und für eine Niederlage keinen Punkt. Ein Bonuspunkt wurde vergeben, wenn bei einem Sinn die eigene Runzahl die des Gegners um das 1,25-fache überstieg, ein weiterer, wenn sie sogar mehr als das Doppelte des Gegners betrug. Des Weiteren war es möglich, dass Mannschaften Punkte abgezogen bekamen, wenn sie beispielsweise zu langsam spielten. Der Gruppenerste und -zweite qualifizierten sich für das Finale.

## Resultate

### Gruppenphase
Tabelle
| Teams             | Sp. | S | N | U | R | NR | BP | Ded | Punkte | NRR    |
| ----------------- | --- | - | - | - | - | -- | -- | --- | ------ | ------ |
| Western Australia | 10  | 6 | 3 | 0 | 0 | 1  | 3  | 0   | 29     | +0.172 |
| New South Wales   | 10  | 6 | 4 | 0 | 0 | 0  | 2  | 0   | 26     | +0.243 |
| South Australia   | 10  | 6 | 4 | 0 | 0 | 0  | 2  | 0   | 26     | −0.084 |
| Queensland        | 10  | 4 | 5 | 0 | 0 | 1  | 2  | 0   | 20     | −0.179 |
| Tasmanien         | 10  | 4 | 6 | 0 | 0 | 0  | 3  | 0   | 19     | +0.137 |
| Victoria          | 10  | 3 | 7 | 0 | 0 | 0  | 2  | 0   | 14     | −0.258 |

## Finale
| 25. Februar Scorecard | Perth | Western Australia 272-7 (50)          | – | New South Wales 276-4 (48.2) |
|                       |       | New South Wales gewinnt mit 6 Wickets |   |                              |